# Hydroptila autonoe
Hydroptila autonoe is een schietmot uit de familie Hydroptilidae. De soort komt voor in het Palearctisch gebied.